# اطلس (اسطوره)
اطلس (به یونانی: Ἄτλας) به معنی (حمل کننده) یا (تحمل کننده)،
در اساطیر یونانی یکی از تیتان‌های نسل دوم، پسر یاپتوس و کلیمنه و برادرانش پرومته و اپیمتئوس هستند. در پاره‌ای از روایات او را پسر ایژا، یکی از اوکئانیدها، یا اورانوس و بالنتیجه برادر کرونوس می‌دانند. همسر وی پلیون و شماری از فرزندان او کالوپسو، تایژته، تانتال، هیاس، هسپریدس، دیونه نام دارند.
اطلس از طبقهٔ خدایان پیش از المپی‌ها یعنی موجودات عجیب و خارق‌العاده می‌باشد و در روایتی دیگر اطلس نام کوهی در شمال آفریقا است. نخستین نویسنده‌ای که اطلس را به عنوان کوهی در آفریقا شمالی معرفی کرد هرودوت بود. در مطالعات اخیر، اطلس را منجمی پنداشته‌اند که قوانین نجومی را به بشر آموخته و از طرف آن‌ها به مقام خدائی رسیده‌است. گاهی عقیده دارند که سه اطلس متمایز از هم وجود دارد؛ اطلس آفریقایی، اطلس ایتالیایی، اطلس آرکادی پدر Maïa و بالنتیجه جد هرمس. اطلس در جنگ ژنان‌ها با خدایان شرکت کرد و جنگید و زئوس او را محکوم کرد که آسمان (یا زمین) را به دوش بکشد؛ و در آن سوی غرب و دریا و جایی که آتلانتیک نام دارد اطلس ایستاده و بر شانه‌های اطلس دو ستون قرار دارد که آسمان را از زمین جدا می‌کند.

## هراکلس و اطلس
دو روایت برای هراکلس و اطلس وجود دارد: اولین روایت به این صورت است که اطلس از باغ‌های هسپریدس (باغی با سیب‌های طلایی) نگهداری می‌کرد زمانی که هراکلس را فرستادند تا سیب‌های زرین هسپریدس را به دست آورد از اطلس خواست که آن‌ها را برای او بیاورد و وی آسمان را، به جای او، برای آن مدت بر دوش می‌گیرد. اطلس که از بارش خلاص شده بود کوشید به هراکلس نیرنگ بزند و کارش را برای همیشه به عهدهٔ او بگذارد و برای همین کوشید که سیب‌ها رو خودش به ائوروستئوس بدهد. هراکلس پذیرفت اما از اطلس خواست موقتاً آسمان را به جای او بر دوش گیرد تا جایش را کمی عوض کند اطلس با اطمینان قبول کرد اما همین که آسمان بر دوش اطلس بازگشت هراکلس سیب‌های زرین را برداشت و با سرعت تمام گریخت.

### دومین روایت
پادشاه مصر، بوزیریس، همسایهٔ آن‌ها عده‌ای را برای ربودن گوسفندان و همچنین دختران آن‌ها به آن جا فرستاد. هنگامی که هراکلس به آن جا رسید راهزنان را کشته و غنائم را بدست آورده را پس گرفت و هسپریدس را هم از چنگ آن‌ها رهانید و همه را در اختیار اطلس گذاشت، اطلس به پاداش این جوانمردی آنچه را که هراکلس در جست و جوی آن بود (مشخص نیست در جست و جوی سیب‌ها بوده یا گوسفندان) به خود او داده و بعلاوه علم نجوم را نیز به وی آموخته‌است.